# Maisons, 21 et 23 place du Général-Leclerc (Lannion)
Les maisons, 21 et 23 place du Général-Leclerc sont situées à Lannion en France.

## Localisation
Les maisons sont situées sur le territoire de la commune de Lannion, 21 et 23 place Général-Leclerc, dans le département  des Côtes-d'Armor, dans la région Bretagne.

## Description
Les façades de ces deux maisons sont totalement revêtues d'ardoise.

## Historique
Les maisons sont inscrites partiellement (façade et toiture) au titre des monuments historiques par arrêté du 31 mars 1926.

## Galerie

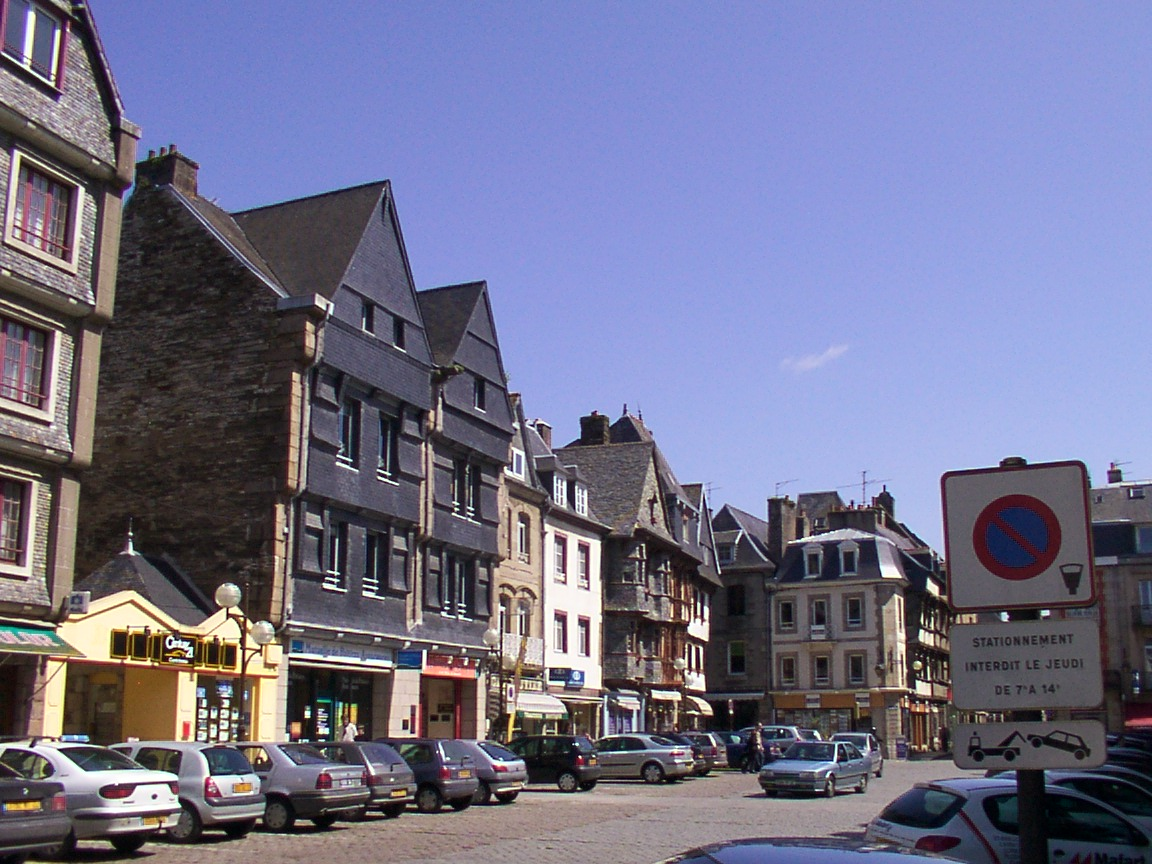